# Unadilla (Georgia)
Unadilla – miasto w Stanach Zjednoczonych, w stanie Georgia, w hrabstwie Dooly.